# ديف والر
ديف والر (بالإنجليزية: Dave Waller)‏ (20 ديسمبر 1963 في المملكة المتحدة - ) هو لاعب كرة قدم بريطاني في مركز الهجوم. لعب مع شروزبري تاون ونادي تشيسترفيلد ونادي كرو ألكساندرا ونادي كيترينغ تاون ووركشوب تاون ‏ وCongleton Town F.C. ‏ وGlapwell F.C. ‏.